# Anthony Polite
Anthony Michael Lewis Polite (Sorengo, 21 giugno 1997) è un cestista svizzero con cittadinanza statunitense.
Suo padre Michael e sua sorella Alice sono entrambi cestisti delle selezioni nazionali elvetiche.